# Casa Sindical de Albacete
La Casa Sindical de Albacete, también conocida como edificio Sindicatos, es un edificio de estilo neoherreriano de mediados del siglo XX situado en la ciudad española de Albacete.

## Historia
El edificio fue inaugurado en 1956, durante el régimen del general Francisco Franco, en el final de la calle Mayor de la capital albaceteña. En 1986 su propietario, el Ministerio de Trabajo de España, cedió su uso a sindicatos y organizaciones empresariales, habiendo sido la sede de organizaciones como Comisiones Obreras o UGT.

## Características
El edificio presenta una estética franquista. Es un gran volumen del que destacan los lienzos de ladrillo de sus fachadas y sus enfoscados. Consta de cinco plantas. Está situado en la U que forman las calles Mayor, de la Purísima y del Tinte de la capital albaceteña, en pleno centro de la ciudad, dentro de los límites de Carretas-Huerta de Marzo. Posee en sus bajos un teatro que antiguamente fue un cine. Es propiedad del Ministerio de Empleo y Seguridad Social, formando parte del patrimonio sindical acumulado.